# Bibi Blocksberg és a kék baglyok titka
A Bibi Blocksberg és a kék baglyok titka (eredeti címén Bibi Blocksberg und das Geheimnis der blauen Eulen) egész estés német film. 
Németországban 2004. szeptember 30-án mutatták be.

## Szereposztás
| Szereplő            | Színész             | Magyar hang          | Leírás |
| ------------------- | ------------------- | -------------------- | ------ |
| Bibi Blocksberg     | Sidonie von Krosigk | Kántor Kitty         |        |
| Elea                | Marie-Louise Stahl  | Talmács Márta        |        |
| Rabia               | Corinna Harfouch    | Andresz Kati         |        |
| Barbara Blocksberg  | Katja Riemann       | Pápai Erika          |        |
| Bernhard Blocksberg | Ulrich Noethen      | Szabó Sipos Barnabás |        |
| Walpurgia           | Monica Bleibtreu    | Dallos Szilvia       |        |